# جوزيف ويليام ميلور
جوزيف ويليام ميلور (بالإنجليزية: Joseph William Mellor)‏ هو كيميائي نيوزلندي، ولد في 1869، وتوفي في 1938.